# Dog Pound
Pour plus de détails, voir Fiche technique et Distribution.
Dog Pound, ou La fourrière au Québec, est un film canadien réalisé par Kim Chapiron, sorti en 2010.
Il reçoit le prix du meilleur réalisateur débutant narratif au festival du film de Tribeca, à New York, en 2010.

## Synopsis
L'établissement pénitentiaire pour mineurs d'Enola Vale aux États-Unis accueille trois nouveaux détenus : Davis, seize ans, condamné pour trafic de drogues, Angel, quinze ans, pour vol de voiture avec violence et Butch, dix-sept ans, transféré d'une autre prison pour avoir éborgné un officier de probation.
Ils seront affiliés au dortoir de l'agent Goodyear et seront confrontés à leurs camarades de cellules, notamment Banks, un jeune délinquant qui purge sa peine et s'amuse à briser les nouveaux venus.
Chacun sera confronté à la réalité de l'univers carcéral et devra survivre tant bien que mal dans celui-ci.

## Fiche technique
Sauf indication contraire, les informations mentionnées dans cette section peuvent être confirmées par la base de données cinématographiques IMDb,  présente dans la section « Liens externes ».
- Titre original et français : Dog Pound
- Titre québécois : La fourrière
- Réalisation : Kim Chapiron
- Scénario : Kim Chapiron et Jeremie Delon
- Musique : Balmorhea, K'Naan et Nikkfurie
- Décors : Taavo Soodor
- Costumes : Brenda McLeese	et Chris J. O'Neil
- Photographie : Andre Chemetoff
- Son : Georges Hannan
- Montage : Benjamin Weill
- Production : Georges Bermann
- Production associée : Frédéric Junqua
- Sociétés de production : Partizan Films ; Grana Productions et Mars Films (coproductions)
- Sociétés de distribution : Alliance Films (Canada), Mars Distribution (France)
- Pays de production :  Canada
- Langues originales : anglais, espagnol
- Format : couleur — 35mm
- Genre : drame
- Durée : 91 minutes
- Dates de sortie :
  - États-Unis : 24 avril 2010 (festival du film de Tribeca)
  - France, Suisse romande : 23 juin 2010
  - Canada : 7 septembre 2010 (DVD)
- Classification :
  - France : Film interdit aux moins de 12 ans lors de sa sortie en salles et aux moins de 16 ans à la télévision.

## Distribution
- Adam Butcher (VF : Donald Reignoux) : Butch
- Shane Kippel (VF : Fabrice Trojani) : Davis
- Mateo Morales : Angel
- Slim Twig (VF : Stéphane Pouplard) : Max
- Lawrence Bayne (VF : Gilles Morvan) : Goodyear
- Taylor Poulin : (VF : Christophe Lemoine) : Banks
- Bryan Murphy : Eckersley
- Alexander Conti : Sal
- Tim Turnell : Greaves
- Dewshane Williams : Frank
- Greg Butcher : l'officier correctionnel
- Jason Daley : le jeune détenu
- Shawn Doucette : le gardien de prison
- William Ellis : Meakin
- Jason Foote : l'officier correctionnel
- Jeff McEnery : Loony
- Trent McMullen (VF : Boris Rehlinger) : Sands
- Robbie O'Neill : le gardien Baildon
- Line Pelletier : la mère de la copine de Davis, dans son rêve

## Production

### Développement
Le réalisateur Kim Chapiron accepte la proposition du producteur Georges Bermann de réaliser un film ayant pour cadre un établissement correctionnel pour mineurs, à la condition de pouvoir disposer du temps nécessaire pour se documenter sur le sujet. « Je ne connaissais pas l'envers du décor », dira le réalisateur. « Sans le connaître, je ne pouvais pas en parler. C'est ce que j'ai dit au producteur. J'étais partant à 1 000 % parce que cet univers reste incroyable à filmer, ne serait-ce que pour ce que ça raconte. Je voulais partir avec un scénariste dans les prisons du Midwest deux fois six mois. C'est là que j'ai recueilli un maximum d'informations. » Le producteur lui conseille de visionner le film Scum, réalisé par Alan Clarke en 1979, qui traite du racisme, de la violence extrême, du viol et du suicide dans une prison anglaise, et dans lequel on assiste à de nombreuses scènes de combats.
Accompagné de son coscénariste Jérémie Delon, Kim Chapiron visite ainsi durant un an différents centres de détention américains, en prenant des notes, magnétophones et caméras y étant strictement interdits. « Un gardien nous accueille, adorable. Au moment où il nous a laissés seuls avec trois détenus de quatorze-quinze ans qui nous fixaient, et qu'il a refermé la grille derrière nous, j'ai eu une montée d'adrénaline. L'un d'eux avait tatoué sur lui une marque de sport mal orthographiée. Un autre venait de se graver Fuck the world avec une punaise. Je me souviendrai d'eux toute ma vie. Finalement, ils nous ont accompagnés, super-gentiment. Dog Pound est une fiction, que j'ai nourrie des multiples anecdotes entendues au cours de mes recherches. »

### Scénario
Le film nécessitera deux ans d'écriture, et tous les personnages seront directement inspirés des témoignages de détenus réels recueillis dans différents centres américains par Kim Chapiron et Jérémie Delon,.

### Tournage
Le tournage a lieu en octobre 2008 à Moncton, dans la province du Nouveau-Brunswick (Canada).
Les scénaristes inventent le nom de prison Enola Vela – « vallée de la solitude » dans un dialecte indien – en hommage aux réserves indiennes visitées lors de leurs recherches.

#### Drame de la journée
Le réalisateur et l'équipe du tournage n'oublieront jamais les différentes situations imprévues. « Le premier jour de tournage, Taylor Poulin, qui joue Banks, le caïd qui fait régner la terreur à Enola Vale, est arrivé avec un officier de probation. Il avait une énorme plaie sur le crâne, il s’était pris un coup de table la veille, et il a mis, par sa présence, son charisme, l’équipe dans une autre dynamique. Parfois, les choses pouvaient vraiment mal tourner, quand Adam Butcher, qui joue Butch, s’est à deux reprises retrouvé devant un tribunal en plein tournage. Il a fallu qu’on aille supplier le juge de ne pas l’incarcérer. »

### Musique
L'artiste de hip-hop canado-somalien K'Naan, le rappeur français Nikkfurie et le groupe de post-rock instrumental texan Balmorhea participent à la bande originale du film, lui conférant une ambiance entre voix aériennes, guitare ambiante ou rap.

## Box-office
En France, ce film a fait 196 749 entrées.

## Distinctions
- Festival du film de Tribeca 2010 : prix du meilleur réalisateur du film débutant narratif
- Festival des Busters 2017 : sélection officielle